# Granbodåsen
Granbodåsen är en välbevarad, sedan 1993 naturreservatsförklarad fäbodsmiljö i de norra delarna av Ånge kommun. År 2000 utvidgades reservatet från 2,7 hektar till 17 hektar. Området är ett Natura 2000-område, och uppvisar en rik svamp- och växtflora.